# Magyarország az 1912. évi nyári olimpiai játékokon
Magyarország a svédországi Stockholmban megrendezett 1912. évi nyári olimpiai játékok egyik részt vevő nemzete volt, 119 férfi sportolóval vett részt. A megnyitóünnepségen a magyar zászlót Rittich Jenő – aki ezen az olimpián később ezüstérmet nyert összetett csapatban – tornász vitte. A magyar atléták összesen nyolc érmet – három arany-, két ezüst és három bronz – szereztek, ami eggyel kevesebb, mint az előző, a londoni olimpián szerzett, és ezzel a nem hivatalos éremtáblázaton Magyarország – Kanadával holtversenyben – a kilencedik helyen végzett. A legeredményesebb magyar versenyző ezen az olimpián is Fuchs Jenő dr. volt, aki a vívás kard szakágában lemásolta négy évvel azelőtti teljesítményét, és mind egyéniben, mind csapatban aranyérmet nyert. Rajta kívül két érmet nyert még Mészáros Ervin vívó.
A magyar sportolók tizenegy sportágban, összesen hatvanhat olimpiai pontot szereztek. Ez nyolc ponttal kevesebb, mint az előző, londoni olimpián elért eredmény.

## Eredményesség sportáganként

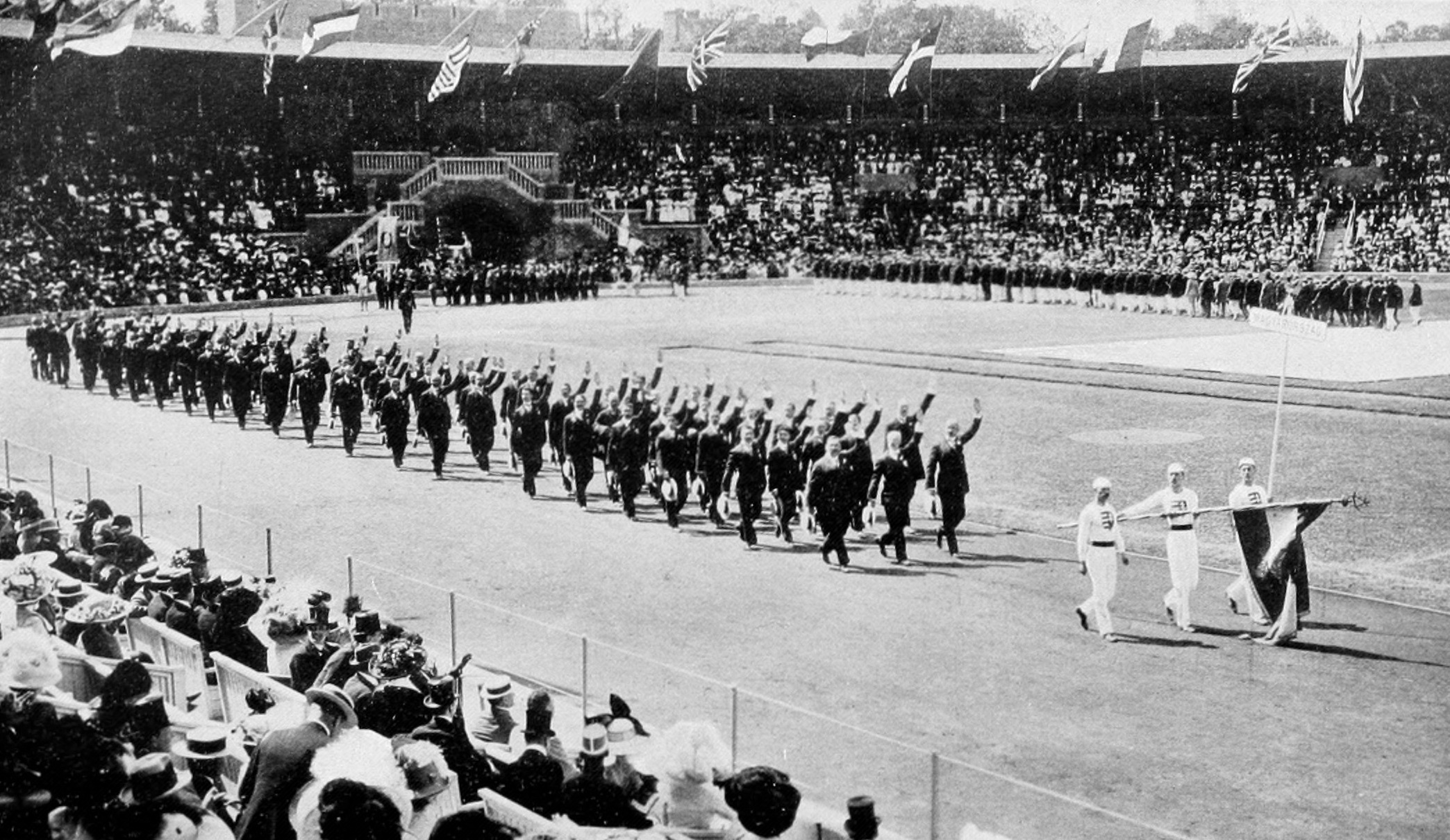
A magyar csapat az olimpia megnyitóján

Az egyes sportágak eredményessége, ill. az induló versenyzők száma a következő (zárójelben a magyar indulókkal rendezett versenyszámok száma, kiemelve az egyes oszlopokban előforduló legmagasabb érték, vagy értékek):
| Sportág, szakág | Helyezések száma | Helyezések száma | Helyezések száma | Helyezések száma | Helyezések száma | Helyezések száma | Olimpiai pont | Indulók száma | Indulók száma | Indulók száma |
| Sportág, szakág |                  |                  |                  | 4.               | 5.               | 6.               | Olimpiai pont | Férfi         | Nő            | Össz.         |
| Atlétika        | 0                | 0                | 1                | 1                | 0                | 1                | 8             | 25            | 0             | 25            |
| Birkózás        | 0                | 0                | 1                | 1                | 0                | 0                | 7             | 10            | 0             | 10            |
| Evezés          | 0                | 0                | 0                | 0                | 0                | 0                | 0             | 11            | 0             | 11            |
| Kerékpározás    | 0                | 0                | 0                | 0                | 0                | 0                | 0             | 5             | 0             | 5             |
| Labdarúgás      | 0                | 0                | 0                | 0                | 1                | 0                | 2             | 14            | 0             | 14            |
| Sportlövészet   | 1                | 0                | 0                | 0                | 0                | 0                | 7             | 10            | 0             | 10            |
| Tenisz          | 0                | 0                | 0                | 0                | 0                | 0                | 0             | 4             | 0             | 4             |
| Torna           | 0                | 1                | 0                | 0                | 0                | 0                | 5             | 17            | 0             | 17            |
| Úszás           | 0                | 0                | 0                | 1                | 1                | 0                | 5             | 8             | 0             | 8             |
| Vívás           | 2                | 1                | 1                | 2                | 0                | 1                | 30            | 13            | 0             | 13            |
| Vízilabda       | 0                | 0                | 0                | 0                | 1                | 0                | 2             | 7             | 0             | 7             |
| Összesen        | 3                | 2                | 3                | 5                | 3                | 2                | 66            | 119           | 0             | 119           |

## Érmesek
| Érem  | Sportoló | Sportág       | Versenyszám               | Eredmény    |
| ----- | --- | ------------- | ------------------------- | ----------- |
| Arany | Prokopp Sándor dr. | Sportlövészet | hadipuska, 300 m          | 97 pont     |
| Arany | Fuchs Jenő dr. | Vívás         | kard, egyéni              |             |
| Arany | Berti László Földes Dezső dr. Fuchs Jenő dr. Gerde Oszkár dr. Mészáros Ervin Ozoray Schenker Zoltán Tóth Péter dr. Werkner Lajos | Vívás         | kard csapat               | 6 győzelem  |
| Ezüst | Bittenbinder József Erdődy Imre Fóti Samu Gellért Imre Haberfeld Győző Hellmich Ottó Herczeg István Keresztessy József Kmetykó Lajos Krizmanich János Pászti Elemér Pédery Árpád Rittich Jenő Szűts Ferenc Téry Ödön Tuli Géza Titusz | Torna         | csapat összetett          | 227,25 pont |
| Ezüst | Békessy Béla | Vívás         | kard, egyéni              |             |
| Bronz | Kóczán Mór | Atlétika      | gerelyhajítás             | 55,50 m     |
| Bronz | Varga Béla dr. | Birkózás      | kötöttfogás, félnehézsúly | 8 győzelem  |
| Bronz | Mészáros Ervin | Vívás         | kard, egyéni              |             |

## További magyar pontszerzők

### 4. helyezettek
| Név                                                    | Sportág  | Versenyszám             | Eredmény    |
| ------------------------------------------------------ | -------- | ----------------------- | ----------- |
| Jankovich István Rácz Vilmos Szalay Pál Szobota Ferenc | Atlétika | 4 × 100 m síkfutó váltó | 42,9 s      |
| Radvány Ödön                                           | Birkózás | kötöttfogás, könnyűsúly | 10 győzelem |
| Baronyi András                                         | Úszás    | 100 m hátúszás          | 1:25,2      |
| Ozoray Schenker Zoltán                                 | Vívás    | kard, egyéni            |             |
| Berti László                                           | Vívás    | tőr, egyéni             |             |

### 5. helyezettek
| Név | Sportág    | Versenyszám      | Eredmény   |
| --- | ---------- | ---------------- | ---------- |
| Las Torres Béla | Úszás      | 400 m gyorsúszás | 5:42,0     |
| Bíró Gyula Blum Zoltán Bodnár Sándor Borbás Gáspár Domonkos László Fekete Miklós Károly Jenő Pataki Mihály Payer Imre Rumbold Gyula Schlosser Imre Sebestyén Béla Szury Kálmán Vágó Antal | Labdarúgás |                  | 2 győzelem |
| Ádám Sándor Beleznai László Fazekas Tibor Hégner-Tóth Jenő Rémi Károly Wenk János Zachár Imre                                                                                             | Vízilabda  |                  | 0 győzelem |

### 6. helyezettek
| Név            | Sportág  | Versenyszám  | Eredmény |
| -------------- | -------- | ------------ | -------- |
| Mudin Imre     | Atlétika | súlylökés    | 12,81 m  |
| Tóth Péter dr. | Vívás    | kard, egyéni |          |

## Pontot nem szerző részt vevők
Ezen az olimpián összesen hatvankét magyarországi versenyző nem szerzett pontot. Neveik megtalálhatóak Az 1912. évi nyári olimpia magyarországi résztvevőinek listája lapon.